# Gottfried Peter
Gottfried Peter (* 3. Juni 1945 in Macherbach) ist ein ehemaliger deutscher Fußballspieler.

## Karriere

### Vereine
Peter spielte mit Borussia Neunkirchen zwei Jahre in der Bundesliga, sein Debüt gab er am 17. Oktober 1964 beim Auswärtsspiel gegen Werder Bremen, das 2:0 verloren wurde. Vom saarländischen Amateurverein SV Bubach-Calmesweiler war der 19-Jährige im Sommer 1964 zum Bundesligaaufsteiger Neunkirchen gekommen. Lediglich der vom BSC Oppau geholte Angreifer Günter Heiden konnte sich von den Neuzugängen in die Aufstiegself der Mannschaft vom Ellenfeldstadion spielen. Trainer Horst Buhtz belegte mit seinem eingespielten Team den zehnten Platz. Nachwuchsspieler Peter hatte noch bei seinem zweiten Bundesligaeinsatz am 12. Dezember 1964, bei der 2:3-Niederlage beim VfB Stuttgart, als Mittelstürmer ein Tor erzielt. In seinem zweiten Jahr in der Bundesliga, 1965/66, konnte der lauffreudige Allrounder seine Einsatzzeiten auf 21 Spiele erhöhen, Borussia Neunkirchen stieg aber in die Fußball-Regionalliga Südwest ab. Sein letztes Ligaspiel für Neunkirchen absolvierte er am 28. Mai 1966, beim abschließenden 1:0-Heimerfolg gegen den Karlsruher SC. Zur Saison 1966/67 wechselte Peter zum Deutschen Meister des Jahres 1966, TSV 1860 München, mit denen er zwei weitere Jahre in der Bundesliga spielte.
Der „Löwen“-Trainer Max Merkel hatte noch zusätzlich Wolfgang Fahrian und Friedel Lutz zu seiner Meistermannschaft geholt und aus der Jugend wurde Ludwig Bründl übernommen. Merkel startete mit Peter am 20. August 1966 beim 1. FC Köln in die Runde. Petar Radenković im Tor, als Verteidiger Manfred Wagner und Bernd Patzke sowie in der Läuferreihe mit Peter, Lutz und Željko Perušić bildeten bei der 0:2-Niederlage die Defensive von 1860 München. Peter unterlief in der 26. Spielminute ein Eigentor zur Kölner 1:0-Führung; Wolfgang Overath verwandelte eine Minute später einen Foulelfmeter zum 2:0-Endstand. Ein großes Erlebnis für den Saarländer war die Teilnahme am Lokalderby am 15. Oktober 1966 gegen die „Roten“ vom FC Bayern München, in deren Reihen der Angriff mit Rudolf Nafziger, Rainer Ohlhauser, Gerd Müller, Dieter Koulmann und Dieter Brenninger besetzt war. Am 22. Oktober 1966, dem zehnten Spieltag, absolvierte der Neuzugang aus dem Saarland seinen sechsten Bundesligaeinsatz für den amtierenden Deutschen Meister. Trainer Merkel hatte ihn beim 3:0-Heimerfolg gegen Fortuna Düsseldorf an der Seite von Alfred Heiß, Ludwig Bründl, Hans Küppers und Hans Rebele im Angriff aufgestellt. Eine Verletzung am Knie, die er sich bei einem Zusammenstoß mit dem Düsseldorfer Abwehrchef Werner Biskup zuzog, zwang ihn zu einer zehnmonatigen Pause. Erst am 26. August 1967 stand er wieder in der Bundesliga unter Trainer Albert Sing für die „Löwen“ beim Spiel gegen den 1. FC Köln auf dem Rasen. Nach seiner Einwechslung am 2. März 1968 beim Heimspiel gegen den 1. FC Nürnberg zwangen ihn die anhaltenden Knieprobleme zur Beendigung seiner Lizenzspielerkarriere.

### Nationalmannschaft
Peter bestritt am 12. Oktober 1966 in Saarbrücken sein einziges Länderspiel. Mit Einwechslung für Gerhard Elfert kam er in der U23-Nationalmannschaft zum Einsatz, die die Auswahl der Türkei mit 3:0 bezwang.

## Sonstiges
Peter blieb dem Fußball treu und wurde Trainer. Seine erste Mannschaft als Übungsleiter war der FC St. Wendel, danach folgten Stationen beim SV Bliesen, VfB Theley, FV Lebach, FC Schmelz und beim FSV Sitzerath. Der ehemalige Steuer-Amtsinspektor beim Finanzamt Neunkirchen ist mit seiner Familie in Theley wohnhaft.